# Bazyli (Bogojawleński)
Bazyli, nazwisko świeckie: Wasilij Dmitrijewicz Bogojawleński (ur. 20 stycznia?/1 lutego 1867 w guberni tambowskiej, zm. 27 sierpnia 1918) – rosyjski biskup prawosławny, nowomęczennik.

## Życiorys
Urodził się w rodzinie kapłana prawosławnego. Jego bliskim krewnym był inny biskup prawosławnym – metropolita kijowski i halicki Włodzimierz (Bogojawleński).
W 1888 ukończył seminarium duchowne w Tambowie. 20 września 1889 został wyświęcony na diakona. Podjął również pracę nauczyciela w jednoklasowej szkole parafialnej. W 1890 w cerkwi we wsi Owsianki przyjął święcenia kapłańskie i służył  w niej przez kolejne sześć lat. W 1896 zmarła jego żona, co skłoniło ks. Bogojawleńskiego do wyjazdu do Kazania i podjęcia tam nauki w Kazańskiej Akademii Duchownej; ukończył ją w 1900. Decyzją biskupa eparchii kazańskiej równocześnie prowadził na jej terenie pracę duszpasterską. W 1907 uzyskał tytuł naukowy magistra teologii. Rok później złożył wieczyste śluby mnisze w Ławrze św. Aleksandra Newskiego w Petersburgu, po czym otrzymał godność archimandryty i został skierowany do pracy w seminarium duchownym w Czernihowie jako jego rektor.  
26 lipca 1909 w soborze Trójcy Świętej Ławry św. Aleksandra Newskiego miała miejsce jego chirotonia na biskupa sumskiego, wikariusza eparchii charkowskiej. Ceremonii przewodniczył metropolita petersburski i ładoski Antoni (Wadkowski) razem z innymi duchownymi członkami Świętego Synodu. W marcu 1911 został przeniesiony do eparchii czernihowskiej jako jej wikariusz z tytułem biskupa nowogrodzko-siewierskiego. Jednak już dwa miesiące później otrzymał godność biskupa czernihowskiego i nieżyńskiego. W 1916 został arcybiskupem.
W 1918 został zamordowany przez bolszewików w pociągu jadącym do Permu, gdzie z polecenia Świętego Synodu Kościoła jako przewodniczący stosownej komisji miał zbadać okoliczności zabójstwa metropolity Andronika (Nikolskiego).
W 2000 został kanonizowany jako nowomęczennik przez Sobór Biskupów Rosyjskiego Kościoła Prawosławnego.